# Corpe
Corpe är en kommun i departementet Vendée i regionen Pays de la Loire i västra Frankrike. Kommunen ligger i kantonen Mareuil-sur-Lay-Dissais som tillhör arrondissementet La Roche-sur-Yon. År 2022 hade Corpe 1 025 invånare.

## Befolkningsutveckling
Antalet invånare i kommunen Corpe
| Referens: INSEE |